# Festival européen du film fantastique de Strasbourg
Le Festival européen du film fantastique de Strasbourg (FEFFS), dont la première édition date de 2008, est un événement annuel consacré au cinéma fantastique créé par l'association les Films du Spectre. Il se déroule chaque année au mois de septembre à Strasbourg dans plusieurs cinémas de la ville. Le festival est un membre affilié de la Fédération Européenne des Festivals du Film Fantastique. Le festival décerne un Méliès d'Argent à l'issue de la compétition, sésame pour la nomination au Méliès d'or attribué au festival de Sitges en Espagne.
Depuis 2012, le festival intègre une section jeux vidéo et réalité virtuelle en partenariat avec le centre d'art numérique strasbourgeois Shadok. Cette section comprend une compétition internationale consacrée aux jeux vidéo indépendants intitulée Indie Game Contest (IGC).

## Historique

### L'avant FEFFS
En 2006, l'association des Films du Spectre se lance dans l'organisation du Hammer Film Festival, consacré aux productions des mythiques studios britanniques de Hammer Film Productions. Les films sont projetés dans les salles de cinéma Star et Star Saint-Exupéry de Strasbourg qui accueillent pour l'occasion Jimmy Sangster, scénariste réputé œuvrant pour ces prestigieux studios,.
Le succès du Hammer Film Festival incite l'association à renouveler l'expérience en 2007 avec le Spectre Film Festival. Ce dernier rend cette fois-ci hommage à l'âge d'or de la science-fiction en proposant au public des productions des années 1950 aux années 1980. L'invité d'honneur de l'évènement est le réalisateur et scénariste italien Luigi Cozzi. Le festival 2007 propose également des projections en 3D, dont L'Étrange Créature du lac noir de Jack Arnold,.

### Création du Festival européen du film fantastique de Strasbourg
L'édition 2008 marque un premier tournant dans l'histoire du festival avec son adhésion à l'European Fantastic Film Festivals Federation (EFFFF), devenant ainsi le Festival Européen du Film Fantastique de Strasbourg. En complément des évènements habituelles, dont une rétrospective de l'œuvre de Ray Harryhausen, le public découvre une double compétition européenne de courts et longs métrages présentée à un premier jury composé de Lamberto Bava, Caroline Munro, Philippe Nahon et Jean-François Rauger,,.

### Affiliation à l'European Fantastic Film Festivals Federation
En 2009, le festival présente une nouvelle double compétition de courts et longs métrages arbitrée par un jury présidé par Roger Corman. Les autres membres du jury sont Ruggero Deodato, Jean-Jacques Bernard et Marina de Van.
Une étape supplémentaire vers la reconnaissance sur la scène européenne est franchie avec cette édition 2009 qui voit le festival intégrer les membres affiliés de l'EFFFF. Le jury attribue désormais le Méliès d'argent du Festival européen du film fantastique de Strasbourg, sésame pour la nomination au Méliès d'or attribué au festival de Sitges en Espagne. En parallèle, il nomine au Méliès d'Or un court métrage pour ce même festival,,.
Enfin, c’est aussi l’année de l’apparition de la première zombie walk ouvrant le festival. Ces marches ayant été annulées en 2016 et 2017 puis à nouveau de 2020 à 2022,.

## Sélections officielles

### 2008

#### Compétition
Longs-métrages
- Eden Lake de James Watkins   Royaume-Uni
- Manhunt de Patrik Syversen   Suède
- Sauna de Antti-Jussi Annila   Finlande
- Shiver de Isidro Ortiz   Espagne
- The Substitute de Ole Bornedal   Danemark
- Vinyan de Fabrice Du Welz   France

Courts-métrages
- Acheleide de Nicola Baldini   Italie
- Ashes to Ashes : Batman Fan Film de Julien Mokrani et Samuel Bodin   France
- Cold and Dry de Kristoffer Joner   Norvège
- Dead Bones de Olivier Beguin   Suisse
- The Girls de Sebastian Godwin   Royaume-Uni
- L'Insomniaque de Mathieu Mazzon   France
- Monsieur Méchant de Fabrice Blin   France
- Scary de Martijn Hullegie   Pays-Bas
- Vincent le Magnifique de Pascal Forney   Belgique

Courts-métrages - sélection « Made in France »
- L'Accouchement de Wendy de Eizykman Lewis   France
- Bloody Current Exchange de Romain Basset   France
- Fusible de Pierre Guillaume   France
- Roches Rouges de Rodolphe Bonnet   France
- Survivor de David Luchini et Fabien Carrabin   France

#### Palmarès
Longs métrages
- Octopus d'or du meilleur film fantastique européen décerné par le Jury : Vinyan de Fabrice Du Welz   France
- Mention spéciale du jury : Shiver de Isidro Ortiz   Espagne
- Prix du public du meilleur film fantastique européen : The Substitute de Ole Bornedal   Danemark

Courts métrages
- Octopus d'or du meilleur court métrage fantastique européen décerné par le Jury : Scary de Martijn Hullegie   Pays-Bas
- Mention spéciale du jury : L'insomniaque de Mathieu Mazzoni   France
- Prix du public meilleur court métrage fantastique européen : Scary de Martijn Hullegie   Pays-Bas
- Prix du Jury Jeunes : Cold And Dry de Kristoffer Joner   Norvège

### 2009

#### Compétition
Longs-métrages
- Barbe bleue de Catherine Breillat   France
- Bathory de Juraj Jakubisko   Slovaquie -  Royaume-Uni -  Hongrie
- The Children de Tom Shankland   Royaume-Uni
- Dead Snow de Tommy Wirkola   Norvège
- Metropia de Tarik Saleh   Suède -  Danemark -  Norvège
- Moon de Duncan Jones   Royaume-Uni
- Triangle de Christopher Smith   Royaume-Uni

Courts-métrages
- Arbeit fur alle de Duncan Thomas Oberlies et Matthias Vogel   Allemagne
- Brother's Keeper de Martijn Smits   Pays-Bas
- Devil's Wedding de Dan Cadan   Royaume-Uni
- El Ataque de los Robots de Nebulosa-5 de Chema Garcia Ibarra   Espagne
- Le Petit Dragon de Bruno Collet   Suisse -  France
- Maquetas de Carlos Vermut   Espagne
- Litun Knute de Kjersti Steinsbø   Norvège
- Undead Union : The Making-Of de Jamie Stanton   Royaume-Uni
- Virtual Dating de Katia Olivier   Belgique

Courts-métrages - sélection « Made in France »
- Baby Boom de Thierry Lorenzi   France
- Cam 2 Cam de Davy Sihali   France
- Duplication de Patrick Perlman   France
- King Crab Attack de Grégoire Sivan   France
- Le tombeau des Danaïdes de David Guiraud   France
- Paris by Night of the Living Dead de Grégory Morin   France
- Plus loin encore de Stéphane Derdérian   France
- Metal Brutal de Stan & Vince   France

#### Palmarès
Longs métrages
- Octopus d'or du meilleur film fantastique européen décerné par le Jury : Moon de Duncan Jones   Royaume-Uni
- Mention spéciale du Jury : The Children de Tom Shankland   Royaume-Uni
- Prix du public du meilleur film fantastique européen : Dead Snow de Tommy Wirkola   Suède -  Danemark -  Norvège

Courts métrages
- Nomination au Méliès d'or du meilleur court métrage fantastique européen décerné par le jury : Full Employment de Thomas Oberlies et Matthias Vogel   Allemagne
- Prix du public du meilleur court métrage fantastique européen : Full Employment de Thomas Oberlies et Matthias Vogel   Allemagne
- Prix du Jury Jeunes : The Knot de Kjersti Steinsbø   Norvège

### 2010

#### Compétition
Longs-métrages
- Buried de Rodrigo Cortés   Espagne
- La Meute de Franck Richard   France -  Belgique
- Monsters de Gareth Edwards   Royaume-Uni
- La Traque de Antoine Blossier   France
- Rammbock de Marvin Kren   Allemagne
- Reykjavik Whale Watching Massacre de Júlíus Kemp   Islande
- Rubber de Quentin Dupieux   France
- La Ferme du crime de Bettina Oberli   Suisse
- Two Eyes Staring (Zwart Water) de Elbert van Strien   Pays-Bas

Courts-métrages
- Amock de François Vico, Sarah Matuszak et Xavier Goubin   France
- Customer Support de André Øvredal   Norvège
- The Faucet de Denis Rovira Van Boekholt   Espagne
- Fard de David Alapont et Luis Briceno   France
- Jericho de Liam Gavin   Irlande
- Laura's slippers de Oscar Bernácer   Espagne
- Lester de Pascal Forney   Suisse
- Mr Foley de D.A.D.D.Y   Irlande
- Perpetuum mobile de Sebastiam Kenney   Suisse
- Tous les hommes s’appellent Robert de Marc-Henri Boulier   France

Courts-métrages - sélection « Made in France »
- Adieu Créature de David Perrault   France
- Bibelots de Mathieu Rotteleur et Caroline Gamon   France
- Cabine of the Dead de Vincent Templement   France
- Dernier étage de Olivier Morice   France
- Les incroyables aventures de Fusion Man de Marius Vale et Xavier Gens   France
- Ma mort à moi de Mathieu Mazzoni   France
- Mon père de Fabrice Gablin   France
- Polaroïd de Akim Srithammavanh   France
- Via de Léonore Mercier   France

#### Séances spéciales
- Beyond Re-Animator de Brian Yuzna   Espagne
- The People vs. George Lucas de Alexandre O.Philippe   États-Unis
- Fanboys de Kyle Newman   États-Unis
- Suck de Rob Stefaniuk   Canada
- The Shock Labyrinth : Extreme 3D (Senritsu Meikyu) de Takashi Shimizu   Japon

#### Palmarès
Longs métrages
- Octopus d’or du meilleur long-métrage fantastique européen : Buried de Rodrigo Cortés   Espagne
- Mention spéciale du Jury : Zwart Water de Elbert van Strien   Pays-Bas
- Prix du public du meilleur film fantastique européen : Buried de Rodrigo Cortés   Espagne

Courts métrages
- Méliès d'argent du meilleur court métrage fantastique européen : Mr Foley de D.A.D.D.Y   Irlande
- Prix du public du meilleur court métrage fantastique européen : Mr Foley de D.A.D.D.Y   Irlande
- Prix du Jury Jeunes : Fard de David Alapont et Luis Briceno   France

### 2011

#### Compétition
Longs-métrages
- Harold's Going Stiff de Keith Wright   Royaume-Uni
- Hideaways de Agnès Merlet   France -  Irlande
- Rabies de Aharon Keshales et Navot Papushado (en)   Israël
- Kill List de Ben Wheatley   Royaume-Uni
- Le Petit Poucet de Marina De Van   France
- Livide de Alexandre Bustillo et Julien Maury   France
- Kidnappés de Miguel Angel Vivas   Espagne -  France
- Saint de Dick Maas   Pays-Bas
- Stake Land de Jim Mickle   États-Unis
- The Woman de Lucky McKee   États-Unis
- Vampire de Shunji Iwai   Canada -  États-Unis

Courts-métrages
- À minuit ici tout s’arrête de Just Philippot   France
- Bear de Nash Edgerton   Australie
- Bearlife de Daniel Ferraz   Danemark
- Deep Inside de Marc Gibaja   France
- La Femme à cordes de Vladimir Mavounia-Kouka   France -  Belgique
- Le Lac noir de Victor Jaquier   Suisse -  France
- Little Quentin de Albert't Hooft et Paco Vink   Pays-Bas
- The extraordinary life of Rocky de Kevin Meul   Belgique
- The last day of Ivan Bulkin de Alexeï Andrianov   Russie
- The last Post de Axelle Carolyn   Royaume-Uni
- The Legend of Beaver Dam de Jérôme Sable   Canada
- Tommy de Arnold de Parscau   France
- Waiting for Gorgo de Benjamin Craig   Royaume-Uni

Courts-métrages - sélection « Made in France »
- Débil Starz : Blackchapel de Pierre Fernandez   France
- Cinémaniac de Alexandre Jousse   France
- CTIN ! de Cyrille Drevon   France
- L'Accordeur de Olivier Treiner   France
- L'Ange 46 de Jules Thenier   France
- L'Attaque du monstre géant suceur de cerveaux de l'espace de Guillaume Rieu   France
- L’Enclume de Thierry Nevez   France
- Nuisible(s) de Erick Hupin, Hans Baldzuhn, Pierre Nahoum, Baptiste Ode et Philippe Puech   France

#### Sélection Crossovers
- Bellflower de Evan Glodell   États-Unis
- The Perfect Host de Nick Tomnay   États-Unis
- Red State de Kevin Smith   États-Unis
- Take Shelter de Jeff Nichols   États-Unis

#### Séances Spéciales
- Deadheads de Brett Pierce et Drew T. Pierce   États-Unis
- The Theatre Bizarre de Douglas Buck, Buddy Giovinazzo, David Gregory, Karim Hussain, Jeremy Kasten, Tom Savini et Richard Stanley   États-Unis -  Canada -  Allemagne -  Royaume-Uni -  France
- Le Gruffalo (The Gruffalo) de Max Lang et Jakob Schuh   Royaume-Uni
- Fright Night de Craig Gillespie   États-Unis

#### Séances Spéciales - Documentaires
- Corman's World : Exploits of a Hollywood Rebel de Alex Stapleton   États-Unis
- Frissons Teutons de Oliver Schwehm   Allemagne -  France

#### Midnight Extrêmes
- I Spit on Your Grave de Steven R. Monroe   États-Unis
- Inbred de Alex Chandon   Allemagne -  Royaume-Uni
- Hobo with a Shotgun de Jason Eisener   Canada
- Little Deaths de Sean Hogan, Andrew Parkinson et Simon Rumley   Royaume-Uni
- New Kids Turbo de Steffen Haars et Flip van der Kuil   Pays-Bas
- Norwegian Ninja (Kommandør Treholt & ninjatroppen) de Thomas Cappelen Malling   Norvège

#### RétrospectiveGeorge A. Romero
- La Nuit des morts-vivants (Night of the Living Dead)
- Zombie (Dawn of the Dead)
- Le Jour des morts-vivants (Day of the Dead)
- Le Territoire des morts (Land of the Dead)
- Chronique des morts-vivants (Diary of the Dead)
- Le Vestige des morts-vivants (Survival of the Dead)

#### RétrospectiveTod Browning
- Dracula
- L'Inconnu (The Unknown)
- La Marque du vampire (Mark of the Vampire)
- La Monstrueuse Parade (Freaks)
- Les Poupées du diable (The Devil-Doll)

#### RétrospectiveEdgar Wallace: Du Krimi au Giallo
- Mais... qu'avez vous fait à Solange ? (Cosa avete fatto a Solange?) de Massimo Dallamano
- Le Tueur à l'orchidée (Sette orchidee macchiate di rosso) d'Umberto Lenzi
- La Grenouille attaque Scotland Yard (Der Frosch mit der Maske) d'Harald Reinl
- Les Mystères de Londres (Die toten Augen von London) d'Alfred Vohrer
- Im Banne des Unheimlichen d'Alfred Vohrer
- Les Mystères de Londres (Die toten Augen von London) d'Alfred Vohrer

#### Palmarès
Longs-métrages
- Octopus d’or du meilleur long-métrage fantastique international : The Woman de Lucky McKee   États-Unis
- Méliès d'argent du meilleur film fantastique européen : Hideaways de Agnès Merlet   France -  Irlande
- Mention spéciale du Jury : Vampire de Shunji Iwai   Canada -  États-Unis
- Prix du public du meilleur film fantastique international : The Woman de Lucky McKee   États-Unis

Courts-métrages
- Octopus d'or du meilleur court-métrage fantastique international : Bear de Nash Edgerton   Australie
- Méliès d'argent du meilleur court-métrage fantastique européen : La Femme à cordes de Vladimir Mavounia-Kouka   France -  Belgique
- Prix du public du meilleur court métrage fantastique international : The Legend of Beaver Dam de Jérôme Sable   Canada
- Prix du Jury Jeunes : The Legend of Beaver Dam de Jérôme Sable   Canada
- Prix Seppia : L'Attaque du Monstre Géant Suceur de Cerveaux de l'Espace de Guillaume Rieu (France)

### 2012

#### Compétition
Longs-métrages
- Antiviral de Brandon Cronenberg   Canada
- Doomsday Book de Kim Jee-woon et Yim Pil-sung   Corée du Sud
- Eddie: The Sleepwalking Cannibal de Boris Rodriguez   Canada
- Excision de Richard Bates Jr.   États-Unis
- Grabbers de Jon Wright   Royaume-Uni
- Insensibles de Juan Carlos Medina   Espagne -  France -  Portugal
- Le Mur invisible de Julian Roman Pölsler   Allemagne -  Autriche
- Resolution de Justin Benson et Aaron S. Moorhead   États-Unis
- Sound of My Voice de Zal Batmanglij   États-Unis
- Storage 24 de Johannes Roberts   Royaume-Uni
- The Pact de Nicholas McCarthy   États-Unis
- Victimes de Robin Entreinger   France
- When the Lights went Out de Pat Holden   Royaume-Uni

Courts-métrages
- A Curious Conjunction of Coincidences de Jost Reijmers   Pays-Bas
- BlinkyTM de Ruairi Robinson   Irlande
- La mystérieuse disparition de Robert Ebb de Clément Bolla, François-Xavier Goby et Matthieu Landour   France -  Royaume-Uni
- Motorhome de Thierry Uyttenhoven   Belgique
- The Best Pickpocket in the World de Jerry Koukol   États-Unis
- The Bird Spider de Jaime Dezcallar   Espagne
- The Captured Bird de Jovanka Vuckovic   Canada
- The Halloween Kid de Axelle Carolyn   Royaume-Uni
- The Last Bus de Ivana Laucikova et Martin Snopek   Slovaquie
- Tram de Michaela Pavlatova   France -  République tchèque

Courts-métrages - sélection « Made in France »
- Emergence de Grégory Rodriguez   France
- La Bifle de Jean-Baptiste Saurel   France
- La Ville est calme de Alexandre Labarussiat   France
- La Vitesse du Passé de Dominique Rocher   France
- Le Vivier de Sylvia Guillet   France
- The Island Keeper de Aude Cabannes, Julien Malot et Charlotte Pipet   France

#### Sélection Crossovers
- The Fourth Dimension de Harmony Korine, Alexy Fedorchenko et Jan Kwiecinski   États-Unis -  Russie -  Pologne
- Jack and Diane de Bradley Rust Gray   États-Unis
- Jackpot (Arme Riddere) de Magnus Martens   Norvège
- Un jour de chance (La Chispa de la Vida) de Alex De La Iglesia   Espagne
- Scalene de Zack Parker   États-Unis

#### Séances Spéciales
- Elfie Hopkins de Ryan Andrews   Royaume-Uni
- Maniac de Franck Khalfoun   France -  États-Unis
- Voltage (Ra.One) de Anubhav Sinha   Inde
- Le Petit Gruffalo (The Gruffalo's Child) de Johannes Weiland et Uwe Heidschötter   Allemagne -  Royaume-Uni

#### Séances Spéciales - Documentaires
- The Life and Times of Paul the Psychic Octopus de Alexandre O.Philippe   États-Unis
- Room 237 de Rodney Ascher   États-Unis
- Side by Side de Christopher Kenneally   États-Unis

#### Midnight Movies
- The Aggression Scale de Steven C. Miller   États-Unis
- La Maison sur le lac (Bag of Bones) de Mick Garris   États-Unis
- Cockneys vs Zombies de Matthias Hoene   Royaume-Uni
- Game of Werewolves (Lobos de Arga) de Juan Martinez Moreno   Espagne
- Iron Sky de Timo Vuorensola   Finlande -  Allemagne -  Australie
- New Kids Nitro de Steffen Haars et Flip van der Kuil   Pays-Bas
- V/H/S de David Bruckner, Glenn McQuaid (en), Radio Silence Productions, Joe Swanberg, Ti West et Adam Wingard   États-Unis

#### Rétrospective post-apocalypse
- New York 1997 (Escape from New York) de John Carpenter
- New York ne répond plus (The Ultimate Warrior) de Robert Clouse
- Malevil de Christian de Chalonge
- Lettres d'un homme mort (Письма мёртвого человека) de Konstantin Lopouchanski
- Le Monde, la Chair et le Diable (The World, the Flesh and the Devil) de Ranald MacDougall
- Mad Max 2 : Le Défi (Mad Max 2 : The Road Warrior) de George Miller
- Le Survivant (The Omega Man) de Boris Sagal

#### RétrospectivePowell et Pressburger– Splendor in the past
- Les Chaussons rouges (The Red Shoes)
- Les Contes d'Hoffman (The Tales of Hoffmann)
- Le Narcisse noir (Black Narcissus)
- Une question de vie ou de mort (A Matter of Life and Death)
- Le Voleur de Bagdad (The Thief of Bagdad An Arabian Fantasy in Technicolor)
- Le Voyeur (Peeping Tom)

#### La Nuit Excentrique
- 2019 après la chute de New York (2019 - Dopo la caduta di New York) de Sergio Martino
- Atomic Cyborg (Vendetta dal futuro) de Sergio Martino
- Les Rats de Manhattan (Rats - Notte di terrore) de Bruno Mattei

#### Palmarès
Longs-métrages
- Octopus d’or du meilleur long-métrage fantastique international : Sound of My Voice de Zal Batmanglij   États-Unis
- Méliès d'argent du meilleur film fantastique européen : Insensibles de Juan Carlos Medina   Espagne -  France -  Portugal
- Mention spéciale du Jury : Excision de Richard Bates Jr.   États-Unis
- Prix du public du meilleur film fantastique international : Grabbers de Jon Wright   Royaume-Uni

Courts-métrages
- Octopus d’or du meilleur court-métrage fantastique international : The Last Bus de Ivana Laucikova et Martin Snopek   Slovaquie
- Méliès d'argent du court-métrage : The Bird Spider de Jaime Dezcallar   Espagne
- Prix du jury : Le Vivier de Sylvia Guillet   France
- Prix du jury jeune : The Last Bus de Ivana Laucikova et Martin Snopek   Slovaquie
- Prix du public du meilleur court métrage fantastique international : The Bird Spider de Jaime Dezcallar   Espagne
- Mentions spéciales : A Curious Conjunction of Coincidences de Jost Reijmers   Pays-Bas  et The Island Keeper de Aude Cabannes, Julien Malot et Charlotte Pipet   France

### 2013

#### Compétition
Longs-métrages
- App de Bobby Boermans   Pays-Bas
- Bad Milo! de Jacob Vaughan   États-Unis
- Big Bad Wolves de Aharon Keshales et Navot Papushado (en)   Israël
- Borgman de Alex van Warmerdam   Pays-Bas
- Dark Touch de Marina De Van   France -  Irlande -  Suède
- For Those in Peril de Paul Wright   Royaume-Uni
- In Fear de Jeremy Lovering   Royaume-Uni
- Kiss of the Damned de Xan Cassavetes   États-Unis
- Love Eternal de Brendan Muldowney   Irlande -  Luxembourg -  Pays-Bas -  Japon
- The Returned de Manuel Carballo   Espagne -  Canada
- The Station de Marvin Kren   Autriche
- Uma História de Amor e Fúria de Luiz Bolognesi   Brésil
- Upstream Color de Shane Carruth   États-Unis

#### Courts-métrages
- And Death Will Be Alright de WeAreTrèsGentil   France
- Délivre-moi de Antoine Duquesne   Belgique
- ESC de Sjoerd de Bont   Pays-Bas
- Intus de Gary Seghers   France
- Not Funny de Carlos Violadé   Espagne
- Proto de Nick Pittorm   Danemark -  Royaume-Uni
- The Hunt de Spencer Estabrooks   Canada
- Yardbird de Michael Spiccia   Australie

Courts-métrages - sélection « Made in France »
- Douce nuit de Stéphane Bouquet   France
- Ecce Mulier (L'Enfer) de Vanessa Pavie-Crottier   France
- La femme qui flottait de Thibault Lang-Willar   France
- Mecs Meufs de Liam Engle   France
- Rose or the Mute Liars de Grégory Monro   France
- The Things they Left Behind de Guillaume Heulard et Stéphane Valette   France
- Zygomatiques de Stephen Cafiero   France

Courts-métrages - sélection animation
- Intium de Alexandre Déchel, Adrien Lambert, Emeric Larochette et James Ross-Greetham   France
- La boîte de sardines de Louise-Marie Colon   Belgique
- La nuit de l’Ours de Sam Guillaume et Fred Guillaume   Suisse
- Linear de Amir Admoni   Brésil
- L’art des Thanatier de David Le Bozec   France
- Sauterie de Leonid Shmelkov   Russie
- Vie et mort de l’illustre Grigori Efimovitch Raspoutine de Céline Devaux   France
- Zombirama de Ariel Lopez et Nano Benayon   Argentine

#### Sélection Crossovers
- 7 Boxes (7 Caras) de Juan Carlos Maneglia et Tana Schembori   Paraguay
- Cheap Thrills de E.L. Katz   États-Unis
- Graceland de Ron Morales   Canada -  Philippines
- Nos héros sont morts ce soir de David Perrault   France
- Proxy de Zack Parker   États-Unis
- Aux mains des hommes (Tore Tanzt) de Kathrin Gebbe   Allemagne
- Wrong Cops de Quentin Dupieux   France

#### Indie Game Contest
- Coated de Muhammad Helmy  Égypte
- Dusty Revenge de PD Design Studio  Singapour
- Element4l de i-illusions  Belgique
- Ethan: Meteor Hunter de Seaven studio  France
- Finding Teddy de Storybird game  France
- The Ghost Next Door de Antoine Galanti, Fabian Haquin, Leopold Jannin, Geoffrey Rosin et Cyril Vandermeulen  France
- Last Knight de David Hagemann  Allemagne
- Once Upon A Trap de Yves Bounameau  Belgique
- Pathogen de Zach Bohn  États-Unis
- Sang-Froid - Un conte de loups-garous de Artifice Studio  Canada

#### Séances Spéciales
- All Cheerleaders Die de Lucky McKee et Chris Sivertson   États-Unis
- Static de Todd Levin   États-Unis

#### Séances Spéciales - Documentaires
- El Hombre Detrás de la Máscara de Gabriela Obregón   Mexique
- I Am Divine de Jeffrey Schwarz   États-Unis
- Journey to Planet X de Myles Kane et Josh Koury   États-Unis
- Rewind This ! de Josh Johnson   États-Unis
- We Will Live Again de Myles Kane et Josh Koury   États-Unis

#### Midnight Movies
- The Battery de Jeremy Gardner   États-Unis
- Une sale grosse araignée (Big Ass Spider!) de Mike Mendez   États-Unis
- Frankenstein's Army de Richard Raaphorst   Pays-Bas
- Fresh Meat de Danny Muheron   Nouvelle-Zélande
- Go Goa Gone de Krishna DK et Raj Nidimoru   Inde
- Tiktik : The Aswang Chronicles de Erik Matti   Philippines
- V/H/S/2 de Adam Wingard, Simon Barrett (en), Greg Hale, Eduardo Sánchez, Gareth Evans, Timo Tjahjanto et Jason Eisener   États-Unis -  Canada -  Indonésie

#### Rétrospective Monkey Business
- King Kong de Merian C. Cooper et Ernest B. Schoedsack
- Link de Richard Franklin
- King Kong de John Guillermin
- King Kong 2 (King Kong Lives) de John Guillermin
- King Kong de Peter Jackson
- Panique sur la ville (Gorilla at Large) d'Harmon Jones
- Konga de John Lemont (en)
- Incidents de parcours (Monkey Business) de George A. Romero
- Monsieur Joe (Mighty Joe Young) d'Ernest B. Schoedsack

#### Rétrospective El Santo
- Superman contre les femmes vampires (Santo vs. las mujeres vampiro) d'Alfonso Corona Blake
- Superman contre l'invasion des martiens (Santo, el Enmascarado de Plata vs. la invasión de los marcianos) d'Alfredo B. Crevenna

#### La Nuit Excentrique
- Le Colosse de Hong Kong (Xing xing wang) de Ho Meng-hua
- Yéti, le Géant d'un autre monde (Yeti - il gigante del 20. secolo) de Gianfranco Parolini
- King Kong contre Godzilla (キングコング対ゴジラ) de Ishirō Honda

#### Palmarès
Longs-métrages
- Octopus d’or du meilleur long-métrage fantastique international : Kiss of the Damned de Xan Cassavetes   États-Unis
- Méliès d'argent du meilleur film fantastique européen : Borgman de Alex van Warmerdam   Pays-Bas
- Prix du public du meilleur film fantastique international : Rio 2096 : Une histoire d'amour et de furie de Luiz Bolognesi   Brésil
- Mention spéciale du Jury : Dark Touch de Marina De Van   France -  Irlande -  Suède

Courts-métrages
- Octopus d’or du meilleur court-métrage fantastique international : Yardbird de Michael Spiccia   Australie
- Méliès d'argent du meilleur court-métrage fantastique européen : Not Funny de Carlos Violadé   Espagne
- Prix du jury jeune : Not Funny de Carlos Violadé   Espagne
- Prix du public du meilleur court métrage fantastique international : Yardbird de Michael Spiccia   Australie
- Mention spéciale : The Hunt de Spencer Estabrooks   Canada
- Prix « Made in France » : The Things they Left Behind de Guillaume Heulard et Stéphane Valette   France
- Prix animation : Sauterie de Leonid Shmelkov   Russie

Indie Game Contest
- Octopix du meilleur jeu vidéo indépendant complet : Element4l de i-illusions  Belgique
- Octopix du meilleur jeu vidéo indépendant work in progress : Pathogen de Zach Bohn  États-Unis

### 2014

#### Compétition
Longs-métrages
- 2030 (Nước) de Minh Nguyen-Vo   Vietnam
- Alléluia de Fabrice Du Welz   Belgique -  France
- Amours cannibales (Canibal) de Manuel Martin Cuenca   Espagne -  Roumanie -  Russie -  France
- The Canal de Ivan Kavanagh   Irlande
- A Girl Walks Home Alone at Night de Ana Lily Amirpour   Iran -  États-Unis
- Honeymoon de Leigh Janiak   États-Unis
- Housebound de Gerard Johnstone   Nouvelle-Zélande
- Killers de Kimo Stamboel et Timo Tjahjanto   Indonésie -  Japon
- Late Phases de Adrián García Bogliano   États-Unis
- The Pool (De Poel) de Chris W.Mitchell   Pays-Bas
- Der Samurai de Till Kleinert   Allemagne
- Starry Eyes de Kevin Kolsch et Dennis Widmyer   États-Unis
- White God (Fehér Isten) de Kornél Mundruczó   Hongrie -  Suède -  Allemagne

Courts-métrages
- Ceremony for a Friend de Kaveh Ebrahimpour   Iran
- Ghost Train de Lee Cronin   Irlande  Finlande
- The Landing de Josh Tanner   Australie
- Nectar de Lucile Hadzihalilovic   France
- Rien ne peut t'arrêter de David Hourrègue   France
- Robotics de Jasper Bazuin   Pays-Bas
- Safari de Gerardo Herrero   Espagne
- Shelved de James Cunningham   Nouvelle-Zélande

Courts-métrages - sélection « Made in France »
- Chat de Ilan Cohen   France
- Entity de Andrew Desmond et Jean-Philippe Ferré   France
- Mars de Martin Douaire   France
- Ogre de Jean-Charles Paugam   France
- Par Acquit de Conscience de Maxime Chattam   France
- Shadow de Lorenzo Recio   France
- Souviens-moi de Joséphine Derobe   France

Courts-métrages - sélection animation
- La Bête de Vladimir Mavounia-Kouka   France
- La bûche de Noël de Vincent Patar & Stéphane Aubier   Belgique -  France
- Danse Macabre de Malgorzata Rzanek   Pologne
- Fol'amor de l’Ecole des Gobelins   France
- Forever Mime de Michael Visser   Pays-Bas
- Imposteur de Elie Chapuis   Suisse  France
- Mute de Job, Joris & Marieke   Pays-Bas
- Over the Moon de James Cunningham   Nouvelle-Zélande

#### Indie Game Contest
- Blob Game de Gentry Harrison  Allemagne
- Gorogoa de Eduardo Ortiz Frau, Jason Roberts  États-Unis
- In Between de Gentlymad  Allemagne
- Inside My Radio de Seaven Studio  France
- Molecats de Vidroid  Ukraine
- Reign of Bullets de Critical Bit  Pays-Bas
- Savage - The Shard of Gozen de Matthew Fitzgerald  États-Unis
- Six Sides of the World de Cybernetik Design  Espagne -  Royaume-Uni
- Star and Light de Kayode Hermann  Bénin
- SubRay de DigiPen Team Atmos  États-Unis
- Superhot de Superhot Team  Pologne
- The Coral Cave de Atelier Sentô  France
- The Detail de Rival Games Company  Finlande
- Tk... Tk... Boom de Mamoniem  Égypte
- Tri de Rat King Entertainment  Allemagne
- Umbra Chronicles - The Awakening de DigiPen  Allemagne
- Viridis de Gaspard et Sandra Bébié-Valérian  France
- Zenzizenzic de bitHuffel  Pays-Bas

#### Séances Spéciales
- Doc of the Dead de Alexandre O.Philippe   États-Unis
- The Go-Go Boys : The Inside Story of Cannon de Hilla Medalia   Israël
- Super 8 Madness de Fabrice Blin   France
- Le Garçon et le Monde (O Menino e o Mundo) de Alê Abreu   Brésil
- Intrusion de Xavier Palud   France

#### Midnight Movies
- ABCs of Death 2 de Larry Fessenden, Todd Rohal, Marvin Kren, Jim Hosking, Julien Maury, Alexandre Bustillo, Julian Gilbey, Soichi Umezawa, Lancelot Imasuen, Jerome Sable, Robert Boocheck, Aharon Keshales, Navot Papushado (en), Bill Plympton, Rodney Ascher, Erik Matti, Steven Kostanski, E.L. Katz, Julian Barratt, Hajime Ohata, Vincenzo Natali, Chris Nash, Jen Soska, Sylvia Soska, Robert Morgan, Kristina Buožytė, Bruno Samper, Alejandro Brugués, Dennison Ramalho et Juan Martínez Moreno   États-Unis
- Dead Snow 2 (Død Snø 2) de Tommy Wirkola   Norvège -  Islande
- Discopath de Renaud Gauthier   Canada
- Knights of Badassdom de Joe Lynch   États-Unis
- Vampires en toute intimité (What We Do in the Shadows) de Taika Waititi et Jemaine Clement   Nouvelle-Zélande
- Why Don't You Play in Hell? (Jigoku de naze warui?) de Sion Sono   Japon
- Zombeavers de Jordan Rubin   États-Unis

#### Rétrospective Sympathy for the Devil
- La Beauté du diable de René Clair
- Tous les biens de la terre (All That Money Can Buy ou The Devil and Daniel Webster) de William Dieterle
- L'Exorciste de William Friedkin
- Angel Heart d'Alan Parker
- Rosemary's Baby de Roman Polanski
- Les Diables (The Devils) de Ken Russell
- Rendez-vous avec la peur (Night of the Demon) de Jacques Tourneur
- La Main du diable de Maurice Tourneur
- Le Chat noir d'Edgar G. Ulmer

#### RétrospectiveTobe Hooper
- Le Crocodile de la mort (Eaten Alive)
- Eggshells
- Lifeforce
- Massacre à la tronçonneuse (The Texas Chainsaw Massacre)
- Massacre à la tronçonneuse 2 (The Texas Chainsaw Massacre 2)
- Poltergeist

#### Nuit Cannon-Testostérone
- Bloodsport de Newt Arnold
- Over the Top : Le Bras de fer (Over the Top) de Menahem Golan
- Portés disparus (Missing in Action) de Joseph Zito

#### Palmarès
Longs métrages
- Octopus d’or du meilleur long-métrage fantastique international : White God (Fehér Isten) de Kornél Mundruczó  Hongrie  Suède  Allemagne
- Méliès d'argent du meilleur film fantastique européen : Cannibal (Caníbal) de Manuel Martin Cuenca  Espagne  Roumanie  Russie  France
- Prix du public du meilleur film fantastique international : Housebound de Gerard Johnstone  Nouvelle-Zélande
- Mention spéciale du Jury : Alléluia de Fabrice Du Welz  Belgique  France

Courts métrages
- Octopus d’or du meilleur court-métrage fantastique international : The Landing de Josh Tanner  Australie
- Méliès d'argent du meilleur court-métrage fantastique européen : Robotics de Jasper Bazuin  Pays-Bas
- Prix du jury jeune : Ceremony for a Friend de Kaveh Ebrahimpour  Iran
- Prix du public du meilleur court métrage fantastique international : Robotics de Jasper Bazuin  Pays-Bas
- Mention spéciale : Ceremony for a Friend de Kaveh Ebrahimpour  Iran
- Prix « Made in France » : Shadow de Lorenzo Recio  France
- Prix animation : Imposteur de Elie Chapuis  Suisse  France
- Mention spéciale dans la catégorie Animation : La Bête de Vladimir Mavounia-Kouka  France

Indie Game Contest
- Octopix du meilleur jeu vidéo indépendant : The Coral Cave de Atelier Sentô  France

### 2015

#### Compétition
Longs-métrages
- The Lobster de Yorgos Lanthimos   Grèce -  Irlande -  Royaume-Uni -  France -  Pays-Bas
- Ni le ciel ni la terre de Clément Cogitore   France -  Belgique
- Sweet Home de Rafa Martínez   Espagne -  Pologne
- Der Bunker de Nikias Chryssos   Allemagne
- The Hallow de Corin Hardy   Royaume-Uni
- The Survivalist de Stephen Fingleton   Royaume-Uni
- The Corpse of Anna Fritz (El Cadáver de Anna Fritz) de Hèctor Hernández Vicens   Espagne
- When Animals Dream (Når dyrene drømmer) de Jonas Alexander Arnby   Danemark -  France
- The Invitation de Karyn Kusama   États-Unis
- Emelie de Michael Thelin   États-Unis
- They Look Like People de Perry Blackshear   États-Unis
- Crumbs de Miguel Llansó   Espagne -  Éthiopie -  Finlande
- Tag (Riaru Onigokko) de Sion Sono   Japon

#### Courts-métrages
- Barrow de Wade K.Savage   Australie
- Clones de Rafael Bolliger   Suisse
- Detector de Floris Kingma   Pays-Bas
- Moonkup - Les Noces d'Hémophile de Pierre Mazingarbe   France
- Polaroid de Lars Klevberg   Norvège
- Territoire de Vincent Paronnaud   France
- Ultraviolet de Paco Plaza   Espagne

Courts-métrages - sélection « Made in France »
- Aquabike de Jean-Baptiste Saurel   France  Belgique
- L'art du Geste de Ivan Radkine   France
- Garçonne de Nicolas Sarkissian   France
- Un jour de plus de Alban Sapin   France
- Juliet de Marc-Henri Boulier   France
- Maxiplace de Vincent Diderot   France

Courts-métrages - sélection animation
- Chaud Lapin de Alexis Magaud, Soline Bejuy, Maël Berreur, Géraldine Gaston & Flora Andrivon   France
- Daewit de David Jansen & Sophie Biesenbach   Allemagne
- The Mill at Calder's End de Kevin McTurk   États-Unis
- Les Pécheresses de Gerlando Infuso   Belgique
- Le Repas Dominical de Céline Devaux   France
- A Single Life de Job, Joris & Marieke   Pays-Bas
- World of Tomorrow de Don Hertzfeldt   États-Unis
- Yùl et le Serpent de Gabriel Harel   France

#### Indie Game Contest
- Apocalypse Cow de Monsters are here  Grèce
- Breeder : Homegrown de Outlands Games  France
- Cibos de I am a dog  France
- Désiré de Seccia  France
- Dim Light de Itescia Games  France
- Event [0] de Ocelot Society  France
- Expand de Chris Johnson  Australie
- Induction de Bryan Gale  Royaume-Uni
- Interference de Centrifuge  France
- Keepers of Luxaera de Isard Studios  France
- Machine Gun Train Run de Party Robot Vidya Games  États-Unis
- Mushroom 11 de Untame  États-Unis
- My Name is Asterion de Spinnerzeit  Brésil
- Penguins of the North de Owlnight  Égypte -  Chine
- Retool de Hut90  Pays-Bas
- Thea : the Awakening de MuHa Games  Pologne
- Thumper de Drool  États-Unis
- Void & Meddler de Mi-Clos Studios  France
- Vridnix de Thrillplay Studio  France
- Zheros de Rimlight Studios  Italie
- Zombie Night Terror de NoClip  France

#### Séances Spéciales
- Garuda Power - The Spirit Within de Bastian Meiresonne   France -  Indonésie
- GTFO de Shannon Sun-Higginson   États-Unis
- The Visit - An Alien Encounter de Michael Madsen   Danemark -  Finlande -  Autriche
- Burying the Ex de Joe Dante   États-Unis
- Phantom Boy de Alain Gagnol et Jean-Loup Felicioli   France -  Belgique

#### Midnight Movies
- Ava's Possessions de Jordan Galland   États-Unis
- Deathgasm de Jason Lei Howden   Nouvelle-Zélande
- German Angst de Jörg Buttgereit, Andreas Marschall et Michal Kosakowski   Allemagne
- The Green Inferno de Eli Roth   États-Unis -  Chili
- Howl de Paul Hyett   Royaume-Uni
- Stung de Benni Diez   Allemagne -  Royaume-Uni
- Tales of Halloween de Adam Gierasch, Andrew Kasch, Axelle Carolyn, Darren Lynn Bousman, Dave Parker, John Skipp, Lucky McKee, Mike Mendez, Neil Marshall, Paul Solet et Ryan Schifrin   États-Unis
- Turbo Kid de François Simard, Anouk Whissell et Yoann-Karl Whissell   Canada

#### Rétrospective Kids in the Dark
- Sa Majesté des mouches (Lord of the Flies) de Peter Brook
- Les Innocents (The Innocents) de Jack Clayton
- La Malédiction (The Omen) de Richard Donner
- L'Esprit de la ruche (El Espíritu de la colmena) de Víctor Erice
- La Nuit du chasseur (The Night of the Hunter) de Charles Laughton
- La Mauvaise Graine (The Bad Seed) de Mervyn LeRoy
- L'Autre (The Other) de Robert Mulligan
- Le Village des damnés (Village of the Damned) de Wolf Rilla
- Les Révoltés de l'an 2000 (¿Quién puede matar a un niño?) de Narciso Ibáñez Serrador

#### RétrospectiveJoe Dante
- L'Aventure intérieure (Innerspace)
- Burying the Ex
- Gremlins
- Gremlins 2 : La Nouvelle Génération (Gremlins 2: The New Batch)
- Hurlements (The Howling)
- Panic sur Florida Beach (Matinee)
- La Quatrième Dimension (Twilight Zone: The Movie)
- Small Soldiers

#### Double programmeEnzo G. Castellari
- Le Témoin à abattre (La Polizia incrimina la legge assolve)
- Tuez-les tous... et revenez seul ! (Ammazzali tutti e torna solo)

#### Hommage àChristopher Lee
- Le Dieu d'osier (The Wicker Man) de Robin Hardy

#### La Nuit Excentrique
- Hurlements 2 (Howling II: Stirba - Werewolf Bitch) de Philippe Mora
- Suède, enfer et paradis (Svezia, inferno e paradiso) de Luigi Scattini
- La Comtesse Hachisch

#### Palmarès
Longs métrages
- Octopus d'or du meilleur long-métrage fantastique international : The Invitation de Karyn Kusama   États-Unis
- Méliès d'argent du meilleur film fantastique européen : The Hallow de Corin Hardy   Royaume-Uni
- Prix du public du meilleur film fantastique international : The Lobster de Yorgos Lanthimos   Grèce -  Irlande -  Royaume-Uni -  France -  Pays-Bas
- Mention spéciale du Jury : The Survivalist de Stephen Fingleton   Royaume-Uni

Courts métrages
- Octopus d’or du meilleur court-métrage fantastique international : Barrow de Wade K. Savage   Australie
- Méliès d'argent du meilleur court-métrage fantastique européen : Detector de Floris Kingma   Pays-Bas
- Prix du jury jeune : Detector de Floris Kingma   Pays-Bas
- Prix du public du meilleur court métrage fantastique international : Detector de Floris Kingma   Pays-Bas
- Mention spéciale : Clones de Rafael Bolliger   Suisse
- Prix « Made in France » : Aquabike de Jean-Baptiste Saurel   France  Belgique
- Mention spéciale « Made in France » : Garçonne de Nicolas Sarkissian   France
- Prix animation : World of Tomorrow de Don Hertzfeldt   États-Unis
- Mention spéciale dans la catégorie Animation : Le Repas Dominical de Céline Devaux   France

Indie Game Contest
- Octopix du meilleur jeu vidéo indépendant : Apocalypse Cow de Monsters are here  Grèce
- Prix du meilleur jeu fantastique : Zombie Night Terror de NoClip  France

### 2016

#### Compétition
Longs-métrages
- Grave de Julia Ducournau   France -  Belgique
- I Am Not a Serial Killer de Billy O'Brien   Irlande -  Royaume-Uni
- On l'appelle Jeeg Robot (Jeeg Robot) (Lo chiamavano Jeeg Robot) de Gabriele Mainetti   Italie
- K-Shop de Dan Pringle   Royaume-Uni
- The Love Witch de Anna Biller   États-Unis
- The Open de Marc Lahore   Belgique -  France -  Royaume-Uni
- Pet de Carles Torrens   États-Unis -  Espagne
- Seoul Station (Seoulyeok) de Yeon Sang-ho   Corée du Sud
- Shelley de Ali Abbasi   Danemark -  Suède
- The Transfiguration de Michael O'Shea   États-Unis
- Under the Shadow de Babak Anvari   Iran -  Jordanie -  Qatar -  Royaume-Uni
- Another Evil de Carson Mell   États-Unis

#### Compétition Crossovers
- Dogs (Câini) de Bogdan Mirica   Roumanie -  France -  Bulgarie -  Qatar
- Creative Control de Benjamin Dickinson   États-Unis
- Detour de Christopher Smith   Royaume-Uni -  Afrique du Sud
- Operation Avalanche de Matthew Johnson   États-Unis
- Outlaws and Angels de J.T. Mollner   États-Unis
- Psycho Raman (Raman Raghav 2.0) de Anurag Kashyap   Inde
- Trash Fire de Richard Bates Jr.   États-Unis

#### Courts-métrages
Courts-métrages internationaux
- Coup de Grâce de Pascal Glatz   Suisse
- Dawn of the Deaf de Rob Savage   Royaume-Uni
- The Disappearance of Willie Bingham de Matt Richards   Australie
- Madam Black de Ivan Barge   Nouvelle-Zélande
- Mars IV de Guillaume Rieu   France
- Strangers in the Night de Conor McMahon   Irlande
- Subotika, Land of Wonders de Peter Volkart   Suisse
- The Tunnel (Tunnelen) de André Øvredal   Norvège

Courts-métrages « Made in France »
- Kitchen de Steve Duchesne   France
- Of Men and Mice de Gonzague Legout   France
- Le Plan de Pierre Teulières   France
- Quenottes de Pascal Thiebaux & Gil Pinheiro   France  Luxembourg
- Rétrosexe de Jean-Baptiste Saurel   France
- Vardøger de Ludovic de Gaillande   France

Courts-métrages d'animation
- Belle comme un cœur de Grégory Casares   Suisse
- A Coat Made Dark de Jack O'Shea   Irlande
- Iâhmès et la Grande Dévoreuse de Claire Sichez et Marine Rivoal   France
- The Itching de Diane Bellino   États-Unis
- La Rentrée des Classes de Vincent Patar & Stéphane Aubier   Norvège
- Teeth de Daniel Gray & Tom Brown   Royaume-Uni  États-Unis  Hongrie

#### Indie Game Contest
- Carus de Sylvain Patay  France
- Decay Alien Escape de Decay Game  France
- Double Kick Heroes de Headbang Club  France
- Fighting Space de Apology Games  Allemagne
- Goo Saga de Toka Loka Games  Grèce
- Hacktag de Piece of Cake Studios  France
- Heart @Hack de Ma Boyz  France
- Koloro de Sköll  France
- Machiavillain de Wild Factor  France
- Mars Underground de Matthew Sanderson  Australie
- Modsork de Cinnoman Games  Espagne -  Suisse
- Outskirts de Rezo Zero  France
- Tetra : Save the Tetras de ABX Games Studio  France
- Tower of Samsara de Martelo Nero  Brésil
- unWorded de Bento Studio  France
- Your Star de Natahem  France

#### Séances Spéciales
- Blair Witch de Adam Wingard   États-Unis
- Creature Designers : The Frankenstein Complex de Alexandre Poncet et Gilles Penso   France
- Fear Itself de Charlie Lyne   États-Unis
- Late Shift de Tobias Weber   Royaume-Uni -  Suisse
- Lo and Behold, Reveries of the Connected World de Werner Herzog   États-Unis
- Ivan Tsarevitch et la Princesse changeante de Michel Ocelot   France

#### Midnight Movies
- 31 de Rob Zombie   États-Unis
- Ballad in Blood de Ruggero Deodato   Italie
- The Greasy Strangler de Jim Hosking   États-Unis
- Miruthan de Shakti Sounder Rajan   Inde
- Terra Formars (Tera fōmāzu) de Takashi Miike   Japon
- We Are the Flesh (Tenemos la Carne) de Emiliano Rocha Minter   Mexique
- Yoga Hosers de Kevin Smith   États-Unis

#### Rétrospective M for Murder
- L'Étrangleur de Boston (The Boston Strangler) de Richard Fleischer
- La Chasse (Cruising) de William Friedkin
- Noblesse oblige (Kind Hearts and Coronets) de Robert Hamer
- Schizophrenia de Gerald Kargl
- M le maudit de (M – Eine Stadt sucht einen Mörder) de Fritz Lang
- Maniac de William Lustig
- Le Sixième Sens (Manhunter) de Michael Mann
- Henry, portrait d'un serial killer (Henry: Portrait of a Serial Killer) de John McNaughton
- Carmin profond (Profundo carmesí) d'Arturo Ripstein

#### RétrospectiveUniversal Monsters
- L'Étrange Créature du lac noir (Creature from the Black Lagoon) de Jack Arnold
- Dracula de Tod Browning
- La Momie (The Mummy) de Karl Freund
- Le Loup-garou (The Wolf Man) de George Waggner
- Frankenstein de James Whale
- La Fiancée de Frankenstein (Bride of Frankenstein) de James Whale
- L'Homme invisible (The Invisible Man) de James Whale

#### RétrospectiveDario Argento
- Le Chat à neuf queues (Il gatto a nove code)
- Les Frissons de l'angoisse (Profondo rosso)
- L'Oiseau au plumage de cristal (L'uccello dalle piume di cristallo)
- Quatre Mouches de velours gris (Quattro mosche di velluto grigio)
- Suspiria
- Ténèbres (Tenebre)

#### RétrospectiveWilliam Lustig
- Maniac
- Maniac Cop
- Vigilante

#### Hommage àDavid Bowie
- L'Homme qui venait d'ailleurs (The Man Who Fell to Earth) de Nicolas Roeg

#### La Nuit Excentrique
- Virus cannibale de Bruno Mattei
- Yor, le chasseur du futur (Il mondo di Yor) d'Antonio Margheriti
- Les Hommes d'une autre planète (Mars Men) de Chang Hong Man

#### Palmarès
Longs métrages
- Octopus d'or du meilleur long-métrage fantastique international : Grave de Julia Ducournau  France -  Belgique
- Méliès d'argent du meilleur film fantastique européen : I Am Not a Serial Killer de Billy O'Brien  Irlande -  Royaume-Uni
- Mention spéciale du Jury Another Evil de Carson Mell  États-Unis
- Prix du public du meilleur film fantastique international : Grave de Julia Ducournau  France -  Belgique
- Prix du meilleur film Crossover : Psycho Raman (Raman Raghav 2.0) de Anurag Kashyap   Inde

Courts métrages
- Octopus d'or du meilleur court-métrage fantastique international : The Disappearance of Willie Bingham de Matt Richards   Australie
- Méliès d'argent du meilleur court-métrage fantastique européen : The Tunnel (Tunnelen) de André Øvredal   Norvège
- Mention spéciale du jury court-métrage : Subotika, Land of Wonders de Peter Volkart   Suisse
- Prix du public du meilleur court-métrage fantastique international : Madam Black de Ivan Barge  Nouvelle-Zélande
- Prix du jury jeune : The Disappearance of Willie Bingham de Matt Richards   Australie
- Prix du meilleur court-métrage Made in France : Quenottes de Pascal Thiebaux & Gil Pinheiro   France -  Luxembourg
- Prix du meilleur court-métrage Animation : Teeth de Daniel Gray & Tom Brown   Royaume-Uni  États-Unis  Hongrie

Indie Game Contest
- Octopix du meilleur jeu vidéo indépendant : Mars Underground de Matthew Sanderson  Australie

- Prix du meilleur jeu vidéo fantastique : Machiavillain de Wild Factor  France

### 2017

#### Compétition
Longs-métrages
- Animals (Tiere) de Greg Zglinski   Autriche -  Suisse -  Pologne
- The Crescent de Seth A. Smith   Canada
- A Dark Song de Liam Gavin   Irlande
- Dave Made a Maze de Bill Watterson   États-Unis
- A Day (하루 - Ha-roo) de Sun-Ho Cho   Corée du Sud
- Double Date de Benjamin Barfoot   Royaume-Uni
- Earth and Light (Terra e Luz) de Renné França   Brésil
- The Endless de Justin Benson et Aaron Moorhead   États-Unis
- La Lune de Jupiter (Jupiter holdja) de Kornel Mundruczo   Hongrie -  Allemagne
- Kaleidoscope de Rupert Jones   États-Unis
- Mise à mort du cerf sacré (The Killing of a Sacred Deer) de Yorgos Lanthimos   Irlande -  Royaume-Uni
- Laissez bronzer les cadavres d'Hélène Cattet et Bruno Forzani   France -  Belgique
- Thelma de Joachim Trier   Norvège

#### Compétition Crossovers
- Bitch de Marianna Palka   États-Unis
- Fashionista de Simon Rumley   États-Unis
- Les Bonnes sœurs (The Little Hours) de Jeff Baena   États-Unis -  Canada
- Most Beautiful Island de Ana Asensio   États-Unis
- Une prière avant l'aube (A Prayer Before Dawn) de Jean-Stéphane Sauvaire   France  Royaume-Uni
- Super Dark Times de Kevin Phillips   États-Unis
- The Villainess (악녀 - Ak-nyeo) de Jeong Byeong-gil   Corée du Sud

#### Courts-métrages
Courts-métrages internationaux
- Amy de Gustavo L.Cooper   États-Unis
- Expire de Magali Magistry   France
- Mouse de Celine Held & Logan George   États-Unis
- Real Gods Require Blood de Moin Hussain   Royaume-Uni
- The Robbery de Jim Cummings   États-Unis
- Fucking Bunnies (Saatanan Kanit) de Teemu Niukkanen   Finlande
- Road 13 (Väg 13) de Paolo Iskra & Kim Sundbeck   Suède
- Wandering Soul de Josh Tanner   Australie

Courts-métrages « Made in France »
- Animal de Jules Janaud & Fabrice Le Nézet   France
- Event Horizon de Joséfa Célestin   France  Royaume-Uni
- Fox-Terrier de Hubert Charuel   France
- La Peur du Vide de Thomas Soulignac   France
- Mon Père le Poisson de Britta Potthoff & Adrien Pavie   France  Allemagne
- Quand les Poules ont eu des dents de David Braun   France

Courts-métrages d'animation
- The Absence of Eddy Table de Rune Spaans   Norvège
- Catherine de Britt Raes   Belgique
- Pussy (Cipka) de Renata Gąsiorowska   Pologne
- La Chambre Vide (The Empty) de Dahee Jeong   France  Corée du Sud
- Garden Party de Florian Babikian, Vincent Bayoux, Victor Caire, Théophile Dufresne, Gabriel Grapperon & Lucas Navarro   France
- Happy End de Jan Soska   Tchéquie
- La Mort, Père et Fils de Denis Walgenwitz & Winshluss   France
- Robhot de Donato Sansone   France

#### Indie Game Contest
Compétition internationale
- Cuttlefish Rising de Forever A Clam  France
- De Pictura de GeroGames  France
- Demoniaca de Mnemosyne Games  Italie
- Do Not Feed the Monkeys de Fictiorama Studios  Espagne
- Genesis Noir de Feral Cat Den  États-Unis
- Growbot de Wabisabi  Royaume-Uni
- Hyperspace Dogfights de Sleeper Games  Allemagne
- Into the Breach de Subset Games  États-Unis
- Kwarn Armada Tactics de 3DLIGHT Studio  France
- oQo de Lance et 3-50  France
- Pato Box de Bromio  Mexique
- Robothorium de Goblinz Studio  France
- Skybolt Zack de Devs Must Die  France
- Unworthy de Aleksandar Kuzmanovic Games  Canada
- Vanishing Stars de Ninpo  France
- We All End Up Alone de Nice Pinguins  France

Compétition de jeux vidéo étudiants français
- Abadi de Beetle Games ( ETPA Toulouse)
- A Guy and his Hero de A Guy and Its Team (ENJMIN)
- Agatea de Checkpoint Studio (ETPA Toulouse)
- A.L.F.R.E.D. de Hugo Lefevre (ISART Digital)
- Arashi de Oni Team (Art FX Montpellier)
- Attegia: Druid's Hut de Hugo Lefevre (ISART Digital)
- Guardians de Ait Abdelmalek Sofiane (LISAA)
- Unexpected Guest de Gardella Guillaume (ETPA Toulouse)

#### Séances Spéciales
- 78/52 de Alexandre O.Philippe   États-Unis
- George A.Romero for President de Jean-Jacques Bernard   France
- Zombillenium de Arthur de Pins et Alexis Ducord   France

#### Midnight Movies
- 68 Kill de Trent Haaga   États-Unis
- Game of Death de Sébastien Landry et Laurence Baz Morais   Canada
- Kuso de Steven Ellison   États-Unis
- Lowlife (en) de Ryan Prows   États-Unis
- Mayhem : Légitime Vengeance (Mayhem) de Joe Lynch   États-Unis
- Meatball Machine Kodoku (Kodoku : Mîtobôru mashin) de Yoshihiro Nishimura   Japon
- Prédateur (Prooi) de Dick Maas   Pays-Bas
- Ron Goossens : Low Budget Stuntman de Steffen Haars et Flip van der Kuil   Pays-Bas

#### Rétrospective Humans 2.0
- Terminator 2 : Le Jugement dernier 3D (Terminator 2: Judgment Day) de James Cameron
- eXistenZ de David Cronenberg
- Saturn 3 de Stanley Donen
- Metropolis de Fritz Lang
- The Clone Returns Home (Kurôn wa kokyô wo mezasu) de Kanji Nakajima
- Bienvenue à Gattaca (Gattaca) d'Andrew Niccol
- Ghost in the Shell de Mamoru Oshii
- Mes doubles, ma femme et moi (Multiplicity) d'Harold Ramis
- Tetsuo de Shinya Tsukamoto
- RoboCop de Paul Verhoeven

#### RétrospectiveWilliam Friedkin
- Bug
- La Chasse (Cruising)
- Le Convoi de la peur (Sorcerer)
- L'Exorciste (The Exorcist)
- French Connection
- Killer Joe
- Police fédérale Los Angeles (To Live and Die in LA)

#### RétrospectiveDick Maas
- Amsterdamned
- L'Ascenseur (De Lift)

#### La Nuit Excentrique
- L'Homme puma (L'uomo puma) d'Alberto De Martino
- Le Ninja blanc (American Ninja 2: The Confrontation) de Sam Firstenberg
- Les Prédateurs du futur (I Predatori di Atlantid) de Ruggero Deodato

#### Palmarès
Longs métrages
- Octopus d’or du meilleur long-métrage fantastique international : Double Date de Benjamin Barfoot   Royaume-Uni
- Méliès d'argent du meilleur film fantastique européen : Laissez bronzer les cadavres d'Hélène Cattet et Bruno Forzani   France -  Belgique
- Prix du public du meilleur film fantastique international : Dave Made a Maze de Bill Watterson   États-Unis
- Mention spéciale du Jury : Earth and Light (Terra e Luz) de Renné França   Brésil
- Prix du meilleur film Crossover : Bitch de Marianna Palka   États-Unis

Courts métrages
- Octopus d’or du meilleur court-métrage fantastique international : Fucking Bunnies (Saatanan Kanit) de Teemu Niukkanen   Finlande
- Méliès d'argent du meilleur court-métrage fantastique européen : The Absence of Eddy Table de Rune Spaans   Norvège
- Prix du jury jeune : Expire de Magali Magistry   France
- Prix du public du meilleur court métrage fantastique international : The Robbery de Jim Cummings   États-Unis
- Mention spéciale : Mouse de Celine Held & Logan George   États-Unis
- Prix « Made in France » : Animal de Jules Janaud & Fabrice Le Nézet   France
- Prix animation : The Absence of Eddy Table de Rune Spaans   Norvège
- Mention spéciale dans la catégorie Animation : Pussy (Cipka) de Renata Gąsiorowska   Pologne

Indie Game Contest
- Octopix du meilleur jeu indépendant : Do Not Feed the Monkeys de Fictiorama Studios  Espagne
- Prix du meilleur jeu vidéo étudiant : Abadi de Beetle Games ( ETPA Toulouse)
- Prix Arte Creative : oQo de Lance et 3-50  France

### 2018

#### Compétition Longs-métrages
- Climax de Gaspar Noé   France -  Suisse -  Pologne
- The House that Jack Built de Lars von Trier   Danemark -  France -  Allemagne -  Suède
- Human, Time, Space and Human de Kim Ki-duk   Corée du Sud
- Love Me Not de Alexandros Avranas   Grèce -  France
- Piercing de Nicolas Pesce   États-Unis
- The Rusalka de Perry Blackshear   États-Unis
- A Young Man with High Potential de Linus de Paoli   Allemagne
- Exit (Cutterhead) de Rasmus Kloster Bro   Danemark
- Diamantino de Gabriel Abrantes et Daniel Schmidt   Portugal -  France -  Brésil
- Luz de Tilman Singer   Allemagne
- Meurs, monstre, meurs (Muere monstro muere) de Alejandro Fadel   Argentine -  France -  Chili
- Prospect de Christopher Caldwell et Zeek Earl   États-Unis  Canada
- What Keeps You Alive de Colin Minihan   Canada

#### Compétition Animation
- Another Day of Life de Raul de la Fuentes et Damian Nenow   Pologne -  Espagne -  Allemagne -  Belgique -  Hongrie
- Chris the Swiss de Anja Kofmel   Suisse
- Laïka (Lajka) de Aurel Klimt   Tchéquie
- La Tour (The Tower) de Mats Grorud   France -  Suède -  Norvège
- Cinderella the Cat (Gatta Cenerentola) de Ivan Cappiello, Marino Guarnieri, Alessandro Rak et Dario Sansone   Italie
- Miraï, ma petite sœur (Mirai no Mirai) de Mamoru Hosoda   Japon
- Chuck Steel : Night of the Trampires de Michael Mort   États-Unis

#### Compétition Crossovers
- Believer de Lee Hae-young   Corée du Sud
- The Cannibal Club (O Clube dos Canibais) de Guto Parente   Brésil
- The Man Who Killed Hitler and Then The Bigfoot de Robert D. Krzykowski   États-Unis
- Pity de Babis Makridis   Grèce -  Pologne
- Profile de Timur Bekmambetov   États-Unis -  Royaume-Uni -  Russie -  Chypre
- Xiao Mei de Maren Hwang   Taïwan
- Brothers' Nest de Clayton Jacobson   Australie
- Holiday de Isabella Eklöf   Danemark -  Pays-Bas -  Suède
- Killing (Zan) de Shin'ya Tsukamoto   Japon
- Pig (Khook) de Mani Haghighi   Iran

#### Courts-métrages
Courts-métrages internationaux
- Babs de Celine Held & Logan George   États-Unis
- The Girl in the Snow (Das Mädchen im schnee) de Dennis Ledergerber   Suisse
- Deer Boy de Katarzyna Gondek   Pologne
- Lunch Ladies de J.M. Logan & Clarissa Jacobson   États-Unis
- Milk de Santiago Menghini   Canada
- Saint Hubert de Jules Comes   Belgique

Courts-métrages « Made in France »
- À l'aube de Julien Trauman   France
- Acide de Just Philippot   France
- Bug de Cédric Prévost   France
- Un loft au Paradis de Alexandre Lança   France
- Chose mentale de William Laboury   France

Courts-métrages d'animation
- Bavure de Donato Sansone   France
- Coyote de Lorenz Wunderle   Suisse
- La Nuit des sacs plastiques de Gabriel Harel   France
- Mr. Deer de Mojtaba Mousavi   Iran
- Simbiosis Carnal de Rocío Álvarez   Belgique
- Solar Walk de Réka Bucsi   Danemark
- Lola, une patate vivante de Leonid Shmelkov   France -  Russie

#### Indie Game Contest
- Black Future '88 de SuperScarySnake  États-Unis
- Cendres de Wendigo (ETPA Toulouse)  France
- Crying Suns de Alt Shift  France
- Harmonie de Rémi Laridan (ISART Digital)  France
- It's Paper Guy de Paper Team  France
- Kaze and the Wild Masks de Vox Game Studios  Brésil
- MainFrames de Rama  France
- Metamorphosis de Ovid Works  Pologne
- Nine Witches : Family Disruption de One Man Game  Argentine
- Olija de Skeleton Crew Studio  Japon
- Protocore de IUMTEC  France
- Rainswept de Frostwood Interactive  Inde
- Sea Salt de YCJY  Suède
- Signalis de Rose-Engine  Allemagne
- The Textorcist de Morbidware  Italie
- Unruly Heroes de Magic Designs Studios  France

#### Séances Spéciales
- Friedkin Uncut (en) de Francesco Zippel   Italie
- More Human than Human de Tommy Pallotta et Femke Wolting   Pays-Bas
- The Mumbai Murders (Raman Raghav 2.0) de Anurag Kashyap   Inde

#### Midnight Movies
- Crisis Jung de Baptiste Gaubert et Jérémie Hoarau   France
- Dead Ant de Ron Carlson   États-Unis
- The Field Guide to Evil de Ashim Ahluwalia, Severin Fiala, Veronika Franz, Katrin Gebbe, Calvin Reeder, Agnieszka Smoczynska, Peter Strickland et Yannis Veslemes   Allemagne -  Norvège -  Pologne -  Royaume-Uni -  États-Unis
- Mandy de Panos Cosmatos  Modèle:Belgium -  États-Unis
- Nightmare Cinema de Alejandro Brugués, Joe Dante, Mick Garris, Ryuhei Kitamura et David Slade   États-Unis
- The Ranger de Jenn Wexler   États-Unis
- Terrified (Aterrados) de Demián Rugna   Argentine

#### Rétrospective Chromosome XX
- Carnival of Souls de Herk Harvey
- Dr Jekyll et Sister Hyde de Roy Ward Baker
- La Féline (Cat People) de Paul Schrader
- Les Lèvres rouges de Harry Kümel
- Mais ne nous délivrez pas du mal de Joel Seria
- Les Sorcières d'Eastwick (The Witches of Eastwick) de George Miller
- Possession de Andrzej Zulawski
- Répulsion de Roman Polanski
- Sœurs de sang (Sisters) de Brian De Palma

#### RétrospectiveJohn Landis
- American College (Animal House)
- Blues Brothers (The Blues Brothers)
- Un fauteuil pour deux (Trading Places)
- Innocent Blood
- Le Loup-garou de Londres (An American Werewolf in London)
- Série noire pour une nuit blanche (Into the Night)

#### La Nuit Excentrique
- Black Ninja (Ninja Silent Assassin) de Godfrey Ho
- 2020 Texas Gladiators (Anno 2020 I Gladiatori Del Futuro) de Joe D'Amato
- Captain America 2 (Captain America II: Death Too Soon) de Ivan Nagy

#### Palmarès
Longs métrages
- Octopus d’or du meilleur long-métrage fantastique international : Exit (Cutterhead) de Rasmus Kloster Bro   Danemark
- Méliès d'argent du meilleur film fantastique européen : The House that Jack Built de Lars von Trier   Danemark -  France -  Allemagne -  Suède
- Prix du public du meilleur film fantastique international : Exit (Cutterhead) de Rasmus Kloster Bro   Danemark
- Mention spéciale du Jury : Prospect de Christopher Caldwell et Zeek Earl   États-Unis -  Canada
- Prix du meilleur film d'animation (ex aequo) : Miraï, ma petite sœur (Mirai no Mirai) de Mamoru Hosoda   Japon et Chris the Swiss de Anja Kofmel   Suisse
- Prix du meilleur film Crossover : Xiao Mei de Maren Hwang   Taïwan
- Mention spéciale Crossover : Pig (Khook) de Mani Haghighi   Iran

Courts métrages
- Octopus d’or du meilleur court-métrage fantastique international : Babs de Celine Held & Logan George   États-Unis
- Méliès d'argent du meilleur court-métrage fantastique européen : À l'aube de Julien Trauman   France
- Prix du jury jeune : Deer Boy de Katarzyna Gondek   Pologne
- Prix du public du meilleur court métrage fantastique international : The Girl in the Snow (Das Mädchen im schnee) de Dennis Ledergerber   Suisse
- Prix « Made in France » : Chose mentale de William Laboury   France
- Prix animation : Lola, une patate vivante de Leonid Shmelkov   France -  Russie
- Mention spéciale dans la catégorie Animation : Mr. Deer de Mojtaba Mousavi   Iran

Indie Game Contest
- Octopix du meilleur jeu vidéo indépendant : Nine Witches : Family Disruption de One Man Game  Argentine
- Prix du public : The Textorcist de Morbidware  Italie

### 2019

#### Ouverture et clôture
- The Lighthouse de Robert Eggers   Canada -  États-Unis (film d'ouverture)
- Judy and Punch de Mirrah Foulkes   Australie (film de clôture)

#### Compétition Longs-métrages
- Come to Daddy de Ant Timpson   Canada -  Nouvelle-Zélande -  Irlande -  États-Unis
- Furie de Olivier Abbou   France
- Greener Grass de Jocelyn DeBoer et Dawn Luebbe   États-Unis
- In Fabric de Peter Strickland   Royaume-Uni
- Kindred Spirits de Lucky McKee   États-Unis
- Knives and Skin de Jennifer Reeder   États-Unis
- Koko-di Koko-da de Johannes Nyholm   Suède -  Danemark
- Little Joe de Jessica Hausner   Autriche
- The Beach House de Jeff Brown   États-Unis
- The Hole in the Ground de Lee Cronin   Irlande -  Belgique -  Finlande
- The Room de Christian Volckman   France -  Luxembourg -  Belgique

#### Compétition Animation
- Away de Gints Zilbalodis   Lettonie
- J'ai perdu mon corps de Jérémy Clapin   France
- La Fameuse Invasion des ours en Sicile de Lorenzo Mattotti   France -  Italie
- L'Extraordinaire voyage de Marona de Anca Damian   Roumanie -  France -  Belgique
- Le Voyage du prince de Jean-François Laguionie et Xavier Picard   France
- The Relative Worlds (Ashita sekai ga owaru to shite mo) de Yuhei Sakuragi   Japon
- Ride Your Wave (Kimi to, nami ni noretara) de Masaaki Yuasa   Japon

#### Compétition Crossovers
- The Art of Self Defense de Riley Stearns   États-Unis
- Burn de Mike Gan   États-Unis
- Dogs Don't Wear Pants (Koirat eivät käytä housuja) de Jukka-Pekka Valkeapää   Finlande -  Lettonie
- Domestique (Domestik) de Adam Sedlák   Tchéquie -  Slovaquie
- Feedback de Pedro C. Alonso   Espagne -  États-Unis
- First Love (Hatsu Koi) de Takashi Miike   Japon -  Royaume-Uni
- Jesters : The Game Changers (Gwangdaedeul - 광대들) de Kim Joo-Ho   Corée du Sud
- Ni dieux ni maîtres de Eric Cherrière   France
- Sons of Denmark (Danmarks sønner) de Ulaa Salim   Danemark
- The Miracle of the Sargasso Sea (To thávma tis thálassas ton Sargassón) de Syllas Tzoumerkas   Grèce -  Allemagne -  Pays-Bas -  Suède

#### Compétition Courts-métrages
- Fait divers de Léon Yersin   Suisse
- Fauve de Jérémy Comte   Canada
- Here There Be Monsters de Drew MacDonald   Australie
- The Burden (Het Juk) de Nico Dan Ben Brink   Pays-Bas
- The Last Post Office de Aung Rakhine   Bangladesh
- To Plant a Flag de Bobbie Peers   Norvège -  Islande

#### Compétition Courts-métrages - Animation
- La Foire Agricole de Vincent Patar et Stéphane Aubier   Belgique -  France
- The Haunted Swordsman de Kevin McTurk   États-Unis
- L'heure de l'ours de Agnès Patron   France
- Pulsion de Pedro Casavecchia   Australie -  France
- Sister de Siqi Song   Chine -  États-Unis
- Sous le cartilage des côtes de Bruno Tondeur   France
- La Traque de Natacha Baud-Grasset   Suisse

#### Compétition Courts-métrages - Made in France
- Alice de Juliette Rose
- Doubout de Pierre le Gall et Sarah Malléon
- Judith Hôtel de Charlotte Le Bon
- Tempus Fugit de Lorenzo Recio
- Yandere de William Laboury

#### Indie Game Contest
- Backbone de EggNut  Canada
- The Blind Prophet de Ars Goetia  France
- The Falconeer de Little Chicken Game Company  Pays-Bas
- Last Moon de Sköll Studio  France
- Legend of Keepers de Goblinz Studio  France
- Minimal Move de Tako Studio  France
- Odd Waters de Wooden Leg Studio – CNAM-ENJMIN  France
- Pile Up ! de Seed by Seed  France
- Ruggnar de Sword n'Wands  France
- Scourgebringer de Flying Oak Games  France
- Thorn de Hive Studio – ETPA Toulouse  France
- Vagrus de Lost Pilgrims Studio  Hongrie

#### Séances spéciales
- Adoration de Fabrice Du Welz   Belgique -  France
- Binge Mania de Olivier Joyard   France
- Des Cowboys et des Indiens : le Cinéma de Patar et Aubier de Fabrice Du Welz   Belgique
- Hail Satan de Penny Lane   États-Unis
- Memory : the Origins of Alien de Alexandre O. Philippe   États-Unis
- Ne croyez surtout pas que je hurle de Frank Beauvais   France
- Phil Tippett : Mad Dreams and Monsters de Gilles Penso et Alexandre Poncet   France
- Red 11 de Robert Rodriguez   États-Unis

#### Midnight Movies
- Aquaslash de Renaud Gauthier   Canada
- Bliss de Joe Begos   États-Unis
- Blood Machines de Seth Ickerman   France  États-Unis
- Body at Brighton Rock de Roxanne Benjamin   États-Unis
- The Cleansing Hour de Damien LeVeck   États-Unis
- Jesus Shows You the Way to the Highway de Miguel Llansó   Espagne  Estonie  Éthiopie  Lettonie  Roumanie
- Porno de Keola Racela   États-Unis
- The Pool de Ping Lumpraploeng   Thaïlande

#### Rétrospective Parasites
- Le Désosseur de cadavres (The Tingler) de William Castle
- La Planète des vampires (Terrore nello spazio) de Mario Bava
- L'Invasion des profanateurs de sépultures (Invasion of the Body Snatchers) de Don Siegel
- L'Invasion des profanateurs (Invasion of the Body Snatchers) de Philip Kaufman
- Alien de Ridley Scott
- The Thing de John Carpenter

#### Rétrospective Sex and Subtrafuge: The Erotic Thriller
- Les Yeux de Laura Mars (The Eyes of Laura Mars) de Irvin Kershner
- La Fièvre au corps (Body Heat) de Lawrence Kasdan
- Body Double de Brian De Palma
- In the Cut de Jane Campion

#### RétrospectiveRobert Rodriguez
- El Mariachi
- Desperado
- Une nuit en enfer (From Dusk Till Dawn)
- The Faculty
- Sin City
- Machete

#### RétrospectiveMario Bava
- La Ruée des Vikings (Gli invasori)
- Les Trois Visages de la peur (I tre volti della paura)
- Six Femmes pour l'assassin (Sei donne per l'assassino)

#### La Nuit Excentrique
- Ninja Terminator de Godfrey Ho
- Slips en vadrouille (Urlaubsgrüße aus dem Unterhöschen) de Walter Boos
- Les Maîtres de l'Univers (Masters of the Universe) de Gary Goddard

#### Palmarès
Longs métrages
- Octopus d’or du meilleur long-métrage fantastique international : In Fabric de Peter Strickland   Royaume-Uni
- Méliès d'argent du meilleur film fantastique européen : In Fabric de Peter Strickland   Royaume-Uni
- Prix du public du meilleur film fantastique international : The Room de Christian Volckman   France -  Luxembourg -  Belgique
- Mention spéciale du Jury : Little Joe de Jessica Hausner   Autriche
- Cigogne d'or du meilleur film d'animation  (ex-aequo) : J'ai perdu mon corps de Jérémy Clapin   France et Away de Gints Zilbalodis   Lettonie
- Mention spéciale animation : L'Extraordinaire voyage de Marona de Anca Damian   Roumanie -  France -  Belgique
- Prix du meilleur film Crossover : Dogs Don't Wear Pants (Koirat eivät käytä housuja) de Jukka-Pekka Valkeapää   Finlande -  Lettonie

Courts métrages
- Octopus d’or du meilleur court-métrage fantastique international : Fauve de Jérémy Comte   Canada
- Méliès d'argent du meilleur court-métrage fantastique européen : Yandere de William Laboury   France
- Prix du jury jeune court-métrage fantastique : The Burden (Het Juk) de Nico Dan Ben Brink   Pays-Bas
- Prix du jury jeune court-métrage animation : Pulsion de Pedro Casavecchia   Australie -  France
- Prix du public du meilleur court métrage fantastique international : The Burden (Het Juk) de Nico Dan Ben Brink   Pays-Bas
- Prix du meilleur court-métrage Animation : L'heure de l'ours de Agnès Patron   France

Indie Game Contest
- Octopix du meilleur jeu vidéo indépendant : Backbone de EggNut  Canada
- Prix du public : Scourgebringer de Flying Oak Games  France

### 2020

#### Les Week-ends du Fantastique
En raison de la pandémie de Covid-19, l'organisation du festival a préféré annuler le festival, et organiser à la place trois week-ends de projections, appelés Les Week-ends du Fantastique.
Organisés au rythme d'un week-end par mois de septembre à novembre, ils sont composés de nouvelles productions sélectionnés pour le festival, de courts-métrages, d'hommages et de rétrospectives.

##### Week-end du Fantastique #1
Le week-end du Fantastique #1 s'est déroulé du 18 au 20 septembre 2020.

###### Nouvelles productions
- Beauty Water de Kyung-Hun Cho   Corée du Sud
- Black Water: Abyss de Andrew Traucki  Australie -  États-Unis
- Cosmogonie de Vincent Paronnaud   Belgique -  France
- The Dark and the Wicked de Bryan Bertino   États-Unis
- Fried Barry de Ryan Kruger   Afrique du Sud
- Grimm Re-Edit de Alex Van Warmerdam   Pays-Bas
- Lux Æterna de Gaspar Noé   France
- The Old Man Movie (Vanamehe film) de Oskar Lehemaa et Mikk Mägi   Estonie
- Relic de Natalie Erika James   Australie -  États-Unis
- Spree de Eugene Kotlyarenko   États-Unis
- The Trouble With Being Born de Sandra Wollner   Autriche -  Allemagne
- Yummy de Lars Damoiseaux   Belgique

###### Courts-métrages
- Thee Wreckers Tetralogy de Rosto   Pays-Bas -  France
- Le gardien, sa femme et le cerf (Sh_t Happens) de Michaela Mihályi et David Stumpf   Tchéquie -  Slovaquie -  France
- Choulequec de Mathias Girbig et Benoit Blanc   France
- Nimic de Yorgos Lanthimos   Allemagne -  États-Unis -  Royaume-Uni
- The Fall de Jonathan Glazer   Royaume-Uni
- Sticker de Georgi M. Unkovski   Macédoine du Nord
- Nuage de Joséphine Darcy Hopkins   France

###### Silver Screen Treasures
- Ne vous retournez pas (Don't Look Now) de Nicolas Roeg   Royaume-Uni
- Les Révoltés de l'an 2000 (¿Quién puede matar a un niño?) de Narciso Ibañez Serrador   Espagne

###### Hommage àPhilippe Nahon
- Seul contre tous de Gaspar Noé   France
- Irréversible : Inversion intégrale de Gaspar Noé   France
- Haute Tension de Alexandre Aja   France -  Italie -  Roumanie
- Calvaire de Fabrice du Welz   Belgique -  France -  Luxembourg

##### Week-end du Fantastique #2
Le week-end du Fantastique #2 devait se dérouler du 30 octobre au 1er novembre 2020 mais a été annulé à la suite des annonces de reconfinement du gouvernement.

#### Connexions
L'Indie Game Contest, quant à elle, se retrouve au cœur d'une section nommée Connexions, composée du Indie Game Contest (jouée uniquement par un jury), ainsi que d'une sélection de jeux alternatifs et de films en réalité virtuelle.

##### Indie Game Contest
- A Fold Apart de Lightning Rod Games  Canada
- Chicory : A Colorful Tale de Chicory Team  Canada
- Conscript de Catchweight Studio  Australie
- Exophobia de Zarc Attack  Portugal
- Jet Lancers de Code Wakers  Danemark -  Russie
- Ring of Pain de Twice Different & Simon Boxer  Australie
- Rising Hell de Tahoe Games  Indonésie
- Solas de Amicable Animal  Écosse
- Starstruck : Hands of Time de Createdelic LCC  États-Unis
- Trifox de Glowfish Interactive  Royaume-Uni
- Tunche de leap Games  Pérou
- VirtuaVerse de Theta Division  Italie -  Allemagne

##### Jeux alternatifs
- Toasterball de Les Crafteurs  France
- Kick in the Door de Richard « Raxter » Baxter et Ben Rauch  Afrique du Sud
- Abstract Pixel Run ! de Gildas Paubert  France
- One Hundred Ghost Stories de Helen Kwok  Australie

##### VR Film Corner
- A Safe Guide to Dying de Dimitris Tsilifonis  États-Unis -  Grèce
- Ajax All Powerful de Ethan Shaftel  États-Unis -  Chine
- Attack on Daddy de Si-Hup Sung  Corée du Sud
- Fly de Charlotte Mikkelborg  Royaume-Uni -  France -  Hong Kong
- Great Hoax : The Moon Landing de John Hsu et Marco Lococo  Taïwan -  Argentine
- Hominidae de Brian Andrews  États-Unis
- Kaiju Confidential de Ethan Shaftel  États-Unis
- Legends of the Brush : The Answer / Feverland de Sutu  États-Unis
- Lutaw de Samantha Quick  États-Unis -  Philippines
- Missing Pictures – Episode 1 : Birds of Prey de Clément Deneux  France -  Royaume-Uni -  Taïwan
- Mowb de Kazuki Yuhara  Japon
- Nine VR : Come See Me de Minhyuk Che  Corée du Sud
- Odyssey 1.4.9 de François Vautier  France
- The Pantheon of Queer Mythology de Enrique Agudo  Espagne
- Saturnism de Mihai Grecu  France -  Roumanie

#### Palmarès
Afin de concourir à la compétition pour le Méliès d'or 2020, l'organisation du festival a elle-même sélectionné leur Méliès d'argent.
- Méliès d'argent du meilleur film fantastique européen : La Nuée de Just Philippot   France
- Méliès d'argent du meilleur court-métrage fantastique européen : Canyon de Martin Scali   France

Indie Game Contest
- Prix du meilleur jeu vidéo indépendant : Ring of Pain de Twice Different & Simon Boxer  Australie

Prix spéciaux
- Prix de l'origami : A Fold Apart de Lightning Rod Games  Canada
- Prix de la boue : Conscript de Catchweight Studio  Australie
- Prix du coloriage : Chicory : A Colorful Tale de Chicory Team  Canada
- Prix du septième cercle de l'enfer : Rising Hell de Tahoe Games  Indonésie

### 2021
L'édition 2021 du festival, ayant retrouvé sa forme initiale, s’est déroulée du 10 au 19 septembre 2021.

#### Ouverture et clôture
- Last Night in Soho de Edgar Wright   Royaume-Uni (film d'ouverture)
- Belle (Ryū to sobakasu no hime) de Mamoru Hosoda   Japon (film de clôture)

#### Compétition Longs-métrages
- After Blue (Paradis sale) de Bertrand Mandico   France
- Censor de Prano Bailey-Bond   Royaume-Uni
- Balade Meurtrière (Coming Home in the Dark, 2021) de James Ashcroft   Nouvelle-Zélande
- Comrade Drakulich (Drakulics elvtárs) de Márk Bodzsár   Hongrie
- Impetigore (Perempuan Tanah Jahanam) de Joko Anwar   Indonésie -  Corée du Sud -  États-Unis
- Inexorable de Fabrice Du Welz   Belgique -  France
- Lamb de Valdimar Jóhannsson   Islande -  Suède -  Pologne
- The Land of the Sons (La terra dei figli) de Claudio Cupellini   Italie -  France
- My Heart Can't Beat Unless You Tell It To de Jonathan Cuartas   États-Unis
- Rent-A-Pal de Jon Stevenson   États-Unis
- The Innocents (De uskyldige) de Eskil Vogt   Norvège -  Suède -  Danemark -  Royaume-Uni -  France -  Finlande
- The Son de Ivan Kavanagh   Irlande -  États-Unis -  Royaume-Uni
- When I Consume You de Perry Blackshear   États-Unis

#### Compétition Animation
- Canvas de Ryan Guiterman   États-Unis
- Climbing (Keul-la-i-ming) de Hye-Mi Kim   Corée du Sud
- Hayop Ka! The Nimfa Dimaano Story de Avid Liongoren   Philippines -  États-Unis -  Brésil -  Royaume-Uni -  Taïwan
- Junk Head (Janku heddo) de Takahide Hori   Japon
- Mad God de Phil Tippett   États-Unis
- Ma famille afghane (My Sunny Maad) de Michaela Pavlatova   Tchéquie -  France -  Slovaquie
- The Spine of Night de Philip Gelatt et Morgan Galen King   États-Unis
- Le Sommet des dieux de Patrick Imbert   France -  Luxembourg

#### Compétition Crossovers
- Chronology (Kronoloji) de Ali Aydin   Turquie
- Europa de Haider Rashid   Italie
- Gatecrash de Lawrence Gough   Royaume-Uni
- John and the Hole de Pascual Sisto   États-Unis
- Oranges sanguines de Jean-Christophe Meurisse   France
- The Beta Test de Jim Cummings et PJ McCabe   États-Unis -  Royaume-Uni
- The Oak Room de Cody Calahan   Canada
- Violation de Dusty Mancinelli et Madeleine Sims-Fewer   Canada

#### Compétition Courts-métrages internationaux
- Red Light de Alex Kahuam   États-Unis
- Tropaion de Kjersti Helen Rasmussen   Norvège
- Dar-Dar de Paul Urkijo Alijo   Espagne
- Such Small Hands de Maria Martinez Bayona   Royaume-Uni
- Linx de Julien Henry   Belgique
- Z de Caroline Blanders   Belgique
- Sidéral de Carlos Segundo   Brésil -  France

#### Compétition Courts-métrages - Animation
- Ding de Malte Stein   Allemagne
- Les Grandes vacances de Vincent Patar et Stéphane Aubier   Belgique -  France -  Suisse
- Dans la rivière de Weijia Ma   Chine -  France
- Trona Pinnacles de Mathilde Parquet   France
- Polka Dot Boy de Sarina Nihei   France
- Un cœur d'or de Simon Filliot   France
- Little Miss Fate de Jorder von Rotz   Suisse

#### Compétition Courts-métrages - Made in France
- Scorpion sur lit de roses de Sébastien Rovere
- T'es morte Hélène de Michiel Blanchart
- Soldat noir de Jimmy Laporal-Trésor
- Les Démons de Dorothy de Alexis Langlois
- Zmiena de Pierre Renverseau
- Canyon de Martin Scali
- Bruits Blancs de Thomas Soulignac
- Sous la mousse de Ollivier Briand
- Le Varou de Marie Heyse
- Un bon pote de Rock Brenner
- Sans issue de Romain Fauvel

#### Séances spéciales
- Poupelle (Eiga Entotsumachi no Puperu) de Yuusuke Hirota   Japon
- Satoshi Kon, l'illusioniste de Pascal-Alex Vincent   France -  Japon
- The Amusement Park de George A. Romero   États-Unis
- The Wolf of Snow Hollow de Jim Cummings   États-Unis

#### Midnight Movies
- Cyst de Tyler Russell   États-Unis
- Let the Wrong One In de Conor McMahon   Irlande
- Name Above Title (Um Fio de Baba Escarlate) de Carlos Conceição   Portugal
- Office Royale (Jigoku-no-Hanazono) de Kazuaki Seki   Japon
- Red Screening (Al morir la matinée) de Maximiliano Contenti   Uruguay
- Sweetie, You Won't Believe It (Zhanym, ty ne poverish) de Ernar Nurgaliev   Kazakhstan
- The Sadness (Ku bei) de Rob Jabbaz   Taïwan

#### Rétrospective « Attractions Funestes »
- Freaks, la monstrueuse parade (Freaks) de Tod Browning
- Le Cirque des vampires (Vampire Circus) de Robert William Young
- Le Jardin des tortures (Torture Garden) de Freddie Francis
- Le Toboggan de la mort (Rollercoaster) de James Goldstone
- Marée nocturne (Night Tide) de Curtis Harrington
- Massacres dans le train fantôme (The Funhouse) de Tobe Hooper

#### Rétrospective Hammer 70's
- Dr Jekyll et Sister Hyde (Dr. Jekyll and Sister Hyde) de Roy Ward Baker
- La Momie sanglante (Blood from the Mummy's Tomb) de Seth Holt
- Les Cicatrices de Dracula (Scars of Dracula) de Roy Ward Baker
- Les Démons de l'esprit (Demons of the Mind) de Peter Sykes
- Les Horreurs de Frankenstein (The Horror of Frankenstein) de Jimmy Sangster
- Sueur froide dans la nuit (Fear in the Night) de Jimmy Sangster
- Une fille pour le diable (To the Devil a Daughter) de Peter Sykes

#### RétrospectiveÁlex de la Iglesia
- Action mutante (Acción mutante)
- Balada triste (Balada triste de trompeta)
- Le Crime farpait (Crimen ferpecto)
- Le Jour de la bête (El día de la bestia)
- Les Sorcières de Zugarramurdi (Las brujas de Zugarramurdi)
- Perdita Durango

#### La Nuit Excentrique
- Grizzly, le monstre de la forêt (Grizzli) de William Girdler
- La Guerre des monstres (Furankenshutain no Kaijū: Sanda tai Gaira) de Ishirō Honda
- Yéti, le Géant d'un autre monde (Yeti, il gigante del ventesimo secolo) de Gianfranco Parolini

#### Connexions

##### Indie Game Contest
- Card Shark de Nerial   Royaume-Uni
- Mind Scanners de The Outer Zone   Danemark
- Inspector Waffles de Goloso Games   France
- Rain on your parade : Nimbus le Trublion de Unbound Creations   États-Unis
- UnMetal de Unepic Fran   Espagne
- TOEM de Something We Made   Suède
- Sable de Shedworks   Royaume-Uni
- Nuts de Joon, Pol, Muuutsch, Char & Torfi   Islande
- Forza Polpo ! de Monte Gallo   Italie
- Firegirl de Dejima Games   France -  Corée du Sud
- Everhood de Foreign Gnomes   Espagne -  Suède
- A Juggler's Tale de Kaleidoscope   Allemagne

##### VR Film Corner
- Marco & Polo Go Round de Benjamin Steiger Levine   Canada -  Belgique
- Poison de Hyunsoo So   Corée du Sud
- Madrid Noir de James A.Castillo   France -  Espagne -  Royaume-Uni
- Goliath : Playing with Reality de May Abdalla & Barry G. Murphy   Royaume-Uni
- Strands of Mind de Adrian Meyer   Allemagne
- The Secret of Retropolis de Eyal Geva   Israël
- Recoding Entropia de François Vautier   France
- Mutatis de Mali Arun   France
- Dreamin'Zone de Fabienne Giezendanner   France -  Suisse -  Allemagne -  Corée du Sud
- The Hangman at Home de Michelle Kranot & Uri Kranot   Danemark -  France -  Canada
- Jailbirds chap. 1 : Bwa Kayiman de Thomas Villepoux   France -  Belgique
- Biolum de Abel Kohen   France -  Allemagne

##### Retroflow
- Keyboard Mandala de Titouan Millet  France   France
- Keep the Beat de Corentin Job, Xanthin Paris, Samuel Dubois, Margaux Leveque, Arthur Mary, Lucas Hippolyte & Lorenzo De Nuccio   France
- BPM : Bullets per Minute de Awe Interactive   Royaume-Uni
- Thumper de Drool   États-Unis
- Overcooked : All You Can Eat! de Team17 & Ghost Town Games   Royaume-Uni

#### Palmarès
Longs métrages
- Octopus d’or du meilleur long-métrage fantastique international : The Innocents (De uskyldige) de Eskil Vogt   Norvège -  Suède -  Danemark -  Royaume-Uni -  France -  Finlande
- Mention spéciale du jury : Lamb de Valdimar Jóhannsson   Islande -  Suède -  Pologne
- Méliès d'argent du meilleur film fantastique européen : Name Above Title (Um Fio de Baba Escarlate) de Carlos Conceição   Portugal
- Prix du public du meilleur film fantastique international : The Innocents (De uskyldige) de Eskil Vogt   Norvège -  Suède -  Danemark -  Royaume-Uni -  France -  Finlande
- Cigogne d'or du meilleur film d'animation : Junk Head (Janku heddo) de Takahide Hori   Japon
- Mention spéciale du jury animation : Mad God de Phil Tippett   États-Unis
- Prix du meilleur film Crossover : John and the Hole de Pascual Sisto   États-Unis

Courts métrages
- Octopus d’or du meilleur court-métrage fantastique international : Such Small Hands de Maria Martinez Bayona   Royaume-Uni
- Méliès d'argent du meilleur court-métrage fantastique européen : Bruits Blancs de Thomas Soulignac   France
- Prix « Made in France » du meilleur court-métrage français : T'es morte Hélène de Michiel Blanchart   France  Belgique
- Prix du jury jeune court-métrage : T'es morte Hélène de Michiel Blanchart   France  Belgique
- Prix du public du meilleur court métrage fantastique international : Such Small Hands de Maria Martinez Bayona   Royaume-Uni
- Prix du meilleur court-métrage Animation : Un cœur d'or de Simon Filliot   France

Indie Game Contest
- Octopix du meilleur jeu vidéo indépendant : Card Shark de Nerial   Royaume-Uni
- Prix du public : Mind Scanners de The Outer Zone   Danemark

### 2022
L'édition 2022 du festival se déroule du 23 septembre au 2 octobre 2022.

#### Ouverture et clôture
- Diabolik de Marco et Antonio Manetti   Italie (film d'ouverture)
- Hunt (heonteu) de Lee Jung-jae   Corée du Sud (film de clôture)

#### Compétition Longs-métrages
- Attachment de Gabriel Bier Gislason   Danemark
- Blaze de Del Kathryn Barton   Australie
- Brian and Charles de Jim Archer   États-Unis
- Dual de Riley Stearns   États-Unis -  Finlande
- Family Dinner de Peter Hengl   Autriche
- Flowing de Paolo Strippoli   Italie
- Huesera de Michelle Garza Cervera   Mexique -  Pérou
- Nos Cérémonies de Simon Rieth   France
- Piggy de Carlota Martinez-Pereda   Espagne -  France
- Resurrection de Andrew Semans   États-Unis
- Sissy de Hannah Barlow et Kane Senes   Australie
- Something in the Dirt de Justin Benson et Aaron Moorhead   États-Unis
- You Won't Be Alone de Goran Stolevski   Australie -  Royaume-Uni -  Serbie